# Tom Baker
Thomas Stewart "Tom" Baker (Liverpool, 20 de gener de 1934) és un actor britànic. És sobretot conegut pel seu paper com la quarta encarnació del Doctor de la sèrie Doctor Who, paper que va interpretar entre 1974 i 1981, convertint-lo en l'actor de més durada en el personatge.

## Primers anys
Baker va néixer a Scotland Road, a Liverpool, Anglaterra. La seva mare, Mary Jane Fleming, era una netejadora, i el seu pare, John Stewart Baker era un mariner jueu anglès al qual poques vegades es veia a casa. Tots dos eren de classe obrera. Baker va deixar el col·legi als 15 anys per ordenar monjo catòlic, i va romandre en aquest estil de vida per sis anys, però va deixar els hàbits en perdre la fe. Va fer el servei militar a la Royal Army Medical Corps, servint entre 1955 i 1957. Va ser en aquest temps quan va fer els primers passos en la interpretació, al principi com a hobby, però es va professionalitzar a finals dels anys seixanta.

## Filmografia

### Cinema
| Any  | Títol                                                       | Paper                | Notes                                                                         |
| ---- | ----------------------------------------------------------- | -------------------- | ----------------------------------------------------------------------------- |
| 1968 | The Winter's Tale                                           | L'òs                 |                                                                               |
| 1971 | Nicholas and Alexandra                                      | Rasputin             | Nominació − Globus d'Or al millor actor secundari                             |
| 1972 | The Canterbury Tales                                        | Jenkin               |                                                                               |
| 1973 | Cari Genitori                                               | Karl                 |                                                                               |
| 1973 | The Vault of Horror                                         | Moore                |                                                                               |
| 1973 | Luther                                                      | Pope Leo X           | No apareix en algunes versions de la pel·lícula                               |
| 1973 | Frankenstein: The True Story                                | Sea captain          |                                                                               |
| 1973 | El viatge fantàstic de Simbad (The Golden Voyage of Sinbad) | Koura                |                                                                               |
| 1974 | Les mutacions (The Mutations)                               | Lynch                |                                                                               |
| 1980 | The Curse of King Tut's Tomb                                | Hasan                |                                                                               |
| 1984 | The Passionate Pilgrim                                      | Sir Tom              | curt                                                                          |
| 1984 | The Zany Adventures of Robin Hood                           | Sir Guy de Gisbourne |                                                                               |
| 1998 | Backtime                                                    | Sarge                |                                                                               |
| 2000 | Dracs i Masmorres                                           | Halvarth             |                                                                               |
| 2005 | The Magic Roundabout                                        | Zeebad               | Veu                                                                           |
| 2010 | The Genie in the Bottle                                     | narrador             | curt                                                                          |
| 2011 | Jacqueline Hill                                             | Quart Doctor         | Es va incloure en el llançament del DVD de la història del doctor Who Meglos. |
| 2013 | Saving Santa                                                | Santa Claus          | Veu                                                                           |

### Televisió
| Any       | Títol                                       | Paper                                         | Notes                              |
| --------- | ------------------------------------------- | --------------------------------------------- | ---------------------------------- |
| 1968      | Dixon of Dock Green                         | The man                                       | Capítol: "The Attack"              |
| 1968      | Market in Honey Lane                        | Doorman                                       | Capítol: "The Matchmakers"         |
| 1968      | George and the Dragon                       | Porter                                        | Capítol: "The 10:15 Train"         |
| 1968      | Z-Cars                                      | Harry Russell                                 | Capítol: "Hudson's Way"            |
| 1968      | Dixon of Dock Green                         | Foreman                                       | Capítol: "Number 13"               |
| 1969      | Thirty-Minute Theatre                       | Corporal Schabe                               | Capítol: "The Victims: Frontier"   |
| 1970      | Softly, Softly                              | Site foreman                                  | Capítol: "Like Any Other Friday"   |
| 1972      | Play of the Month                           | Dr. Ahmed el Kabir                            | Capítol: "The Millionairess"       |
| 1973      | Arthur of the Britons                       | Brandreth / Gavron                            | Capítol: "Go Warily"               |
| 1974–1981 | Doctor Who                                  | El Doctor                                     | 172 Capítols                       |
| 1975      | Jim'll Fix It                               | The Doctor                                    | 1 Capítol                          |
| 1976      | Piccadilly Circus                           | Mark Ambient                                  |                                    |
| 1977      | Nouvelles de Henry James                    | Mark Ambient                                  |                                    |
| 1978      | Late Night Story                            | Host                                          | 4 Capítols                         |
| 1979      | The Book Tower                              | Presenter                                     | 22 Capítols                        |
| 1982      | The Hound of the Baskervilles               | Sherlock Holmes                               |                                    |
| 1983      | Jemima Shore Investigates                   | Dr. Norman Ziegler                            | Capítol: "Dr. Ziegler's Casebook"  |
| 1983      | Doctor Who                                  | El Doctor                                     | Capítol: "The Five Doctors"        |
| 1984      | Remington Steele                            | Anatole Blaylock                              | Capítol: "Hounded Steele"          |
| 1985      | Jackanory                                   | Storyteller                                   | Capítol: "The Iron Man"            |
| 1986      | The Life and Loves of a She-Devil           | Father Ferguson                               |                                    |
| 1986      | Blackadder II                               | Captain Redbeard Rum                          | Capítol: "Potato"                  |
| 1986      | The Kenny Everett Television Show           | Pacient John Thompson Blu-Tac Tom             | Sèrie 1, Capítol 2                 |
| 1986      | Roland Rat: The Series                      | BBC Three presenter El Doctor                 | Sèrie 4, Capítol 1                 |
| 1990      | The Silver Chair                            | Puddleglum                                    |                                    |
| 1990      | Tales of Aesop                              | Narrador                                      |                                    |
| 1990      | Hyperland                                   | Software agent                                |                                    |
| 1990      | Boom                                        | Co-presentador                                |                                    |
| 1991      | Selling Hitler                              | Manfred Fischer                               | 4 Capítols                         |
| 1992      | Cluedo                                      | Professor Plum                                | 6 Capítols                         |
| 1992      | Screen Two                                  | Sir Lionel Sweeting                           | Capítol: "The Law Lord"            |
| 1992–1995 | Medics                                      | Professor Geoffrey Hoyt                       |                                    |
| 1993      | Doctor Who                                  | El Doctor                                     | Episode: "Dimensions in Time"      |
| 1994      | The Imaginatively Titled Punt & Dennis Show | Actor in supermarket                          | Cameo                              |
| 1998      | Have I Got News For You                     | Ell mateix                                    |                                    |
| 2000      | This Is Your Life                           | Ell mateix                                    |                                    |
| 2000      | The Canterbury Tales                        | Simpkin                                       | Veu Capítol: "The Journey Back"    |
| 2000      | Max Bear                                    | Max Bear                                      | Veu                                |
| 2000–2001 | Randall and Hopkirk                         | Professor Wyvern                              | 10 Capítols                        |
| 2001      | Fun at the Funeral Parlour                  | Quimby                                        | Capítol: "The Jaws of Doom"        |
| 2003      | Swiss Toni                                  | Derek Asquith                                 | Capítol: "Cars Don't Make You Fat" |
| 2003      | 2DTV                                        | El Doctor                                     | Veu Sèrie 4, Capítol 1             |
| 2003      | Strange                                     | Father Bernard                                | Episode: "Asmoth"                  |
| 2003      | Fort Boyard                                 | Captain Baker                                 |                                    |
| 2003–2006 | Little Britain                              | narrador                                      | 36 Capítols                        |
| 2004      | The Little Reindeer                         | Santa Claus                                   | Veu                                |
| 2004–2005 | onarch of the Glen                          | Donald MacDonald                              | 12 Capítols                        |
| 2006      | The Secret Show                             | Robert Baron                                  | Veu Capitol: "The Secret Room"     |
| 2007      | Marple                                      | Frederick Treves                              | Capítol: "Towards Zero"            |
| 2007–2008 | The Beeps                                   | Narrador                                      | 45 Capítols                        |
| 2008      | Little Britain USA                          | Narrador                                      | 6 Capítols                         |
| 2008      | Have I Got News For You                     | Ell mateix                                    |                                    |
| 2010      | Tom Baker: In Confidence                    | Ell mateix                                    |                                    |
| 2013      | Doctor Who                                  | Conservador de la National Gallery/ El Doctor | Capítol: "The Day of the Doctor"   |

### Videojocs
| Any  | Títol                                    | Paper     | Notes |
| ---- | ---------------------------------------- | --------- | ----- |
| 1997 | Destiny of the Doctors                   | El Doctor | Veu   |
| 2000 | Ecco the Dolphin: Defender of the Future | Narrador  | Veu   |
| 2001 | Hostile Waters: Antaeus Rising           | Narrador  | Veu   |
| 2003 | Warhammer 40,000: Fire Warrior           | Narrador  | Veu   |
| 2004 | Sudeki                                   | narrador  | Veu   |
| 2005 | Heretic Kingdoms: The Inquisition        | Narrador  | Veu   |
| 2005 | MediEvil: Resurrection                   | Death     | Veu   |
| 2006 | Cold Winter                              | John Gray | Veu   |
| 2006 | Little Britain: The Game                 | Narrador  | Veu   |
| 2007 | Little Britain: The Video Game           | Narrador  | Veu   |

### Ràdio
| Any  | Títol             | Paper            |
| ---- | ----------------- | ---------------- |
| 1994 | The Russia House  | Barley Blair     |
| 1998 | Hard Times        | Josiah Bounderby |
| 1999 | Nicholas Nickleby | Vincent Crummles |
| 2009 | Hornets' Nest     | El Doctor        |
| 2010 | Demon Quest       | El Doctor        |
| 2011 | Serpent Crest     | El Doctor        |